# Zawady (Baranowo)
Pour les articles homonymes, voir Zawady.
Zawady (prononciation : [zaˈvadɨ]) est un village polonais de la gmina de Baranowo dans le powiat d'Ostrołęka de la voïvodie de Mazovie dans le centre-est de la Pologne.
Le village compte approximativement une population de 520 habitants.

## Histoire
De 1975 à 1998, le village appartenait administrativement à la voïvodie d'Ostrołęka.